# Edmondia
Edmondia es un género de plantas con flores perteneciente a la familia de las asteráceas. Comprende 6 especies descritas y de estas, solo 3 aceptadas. Es originario de Sudáfrica.

## Taxonomía
El género fue descrito por Alexandre Henri Gabriel de Cassini y publicado en Bull. Sci. Soc. Philom. Paris 1818: 75. 1818.

## Especies
A continuación se brinda un listado de las especies del género Edmondia aceptadas hasta julio de 2012, ordenadas alfabéticamente. Para cada una se indica el nombre binomial seguido del autor, abreviado según las convenciones y usos.
- Edmondia fasciculata (Andrews) Hilliard
- Edmondia pinifolia (Lam.) Hilliard
- Edmondia sesamoides (L.) Hilliard